# Gramatika međimurskog jezika
Gramatika međimurskog jezika ili A muraközi nyelv nyelvtana gramatika je međimursko-kajkavskog dijalekta 1942. godine, koju je pisao učitelj János Christ. Istodobno su izdali i drugu međimursku gramatiku Gyakorlati muraközi nyelvtan (Praktična međimurska gramatika) djelo mađarona Jenőja Hallerja Láposija.

## Cio
U suprotnosti s Hallerom, Christova gramatika uzdrža se od mađaronske propagande: ne čeprka pitanja, jeli međimurština je kajkavski ili hrvatski jezik, to jest neće opravdati mađarizacije međimurskih Hrvata.
Prema predgovoru Christova gramatika recenzira jezik međimurskih ljudi, nek nauči pravu uporabu, jer samo ovaj jezik čini pomoć voditi i učiti ljudi. Međimurci su očuvali ovaj jezik već stoljeća i se je očuvao od povijesnih izmjena, zašto ovaj jezik osigura zajednički život u velikoj Mađarskoj.
Vjerojatno Christova gramatika bi bila koristna knjiga u očuvanju kajkavštine, a zbog agresivne mađarizacije ni mogla uspjeti.

## Gramatika
Christova i Hallerova gramatika ima mađarsku abecedu. Sadržaj je i isti u gramatikama. Gramatika međimurskog jezika također samo je praktična, ni potpuna.
Mijenjanje ženskog roda s a nastavkom:

Jednina

N. kráv-á = tehén

G. kráv-e = tehéntől, tehéné

D. kráv-i = tehénnek, tehénhez

A. kráv.o = tehenet

L. kráv-i = tehénnél, tehénben

I. kráv-om = tehénnel
Množina

N. kráv-e = tehenek

G. krav = tehenektől, teheneké

D. kráv-ám = teheneknek, tehenekhez

A. kráv-e = teheneket

L. kráv-áj = teheneknél, tehenekben

I. kráv-ámi = tehenekkel
Gramatiku su tiskali u biškupijskoj tiskarni Veszprém, naime Međimurje 1941. – 1945. godine je pripadalo veszprémszkoj biškupiji.

## Vanjske poveznice
- Branimir Bunjac, Marijeta Stevanović, Ivona Vegh: Gramatike »međimurskoga« jezika iz 1942. godine, Filologija, br.61 ožujak 2014.
- Neverjetna usoda medžimurskega jezika (dlib.si)